# San Bernardino, Kalifornija
San Bernardino je grad u američkoj saveznoj državi Kaliforniji. Upravno pripada okrugu San Bernardino. Ima 204.483 stanovnika (procjena 2009.).

## Zemljopis
Godine 2006. San Bernardino je bio 18. po veličini grad u Kaliforniji i 101. po veličini u SAD-u.
Grad se prostire na 203,30 km², od čega je kopneno područje 196,30 km². Udaljen je 97 km istočno od Los Angelesa.

## Stanovništvo
Prema popisu stanovništva iz 2000. godine grad je imao 185.401 stanovnika,
, 56.330 domaćinstava i 41.120 obitelji. Prosječna gustoća naseljenosti bila je 1217 stan./km²
Prema rasnoj podjeli u gradu je živjelo najviše Latinoamerikanaca (57,2%) i Afroamerikanaca, kojih je bilo 18,41%.

## Gradovi prijatelji
| - Goyang, Južna Koreja - Herzliya, Izrael - Ilé-Ifẹ, Nigerija - Kigali, Ruanda - Mexicali, Meksiko - Roxas, Filipini | - Tačikava, Japan - Tauranga, Novi Zeland - Villahermosa, Meksiko - Jušu, Kina - Zavožlje, Rusija |

## Poznate osobe
- Gene Hackman - američki filmski glumac

## Vanjske poveznice
- Službene stranice grada (engl.)

### Ostali projekti
|  | Zajednički poslužitelj ima stranicu o temi San Bernardino, Kalifornija |